# Aung San
Bogyoke Aung San (birman : အောင်ဆန်း API : /bòʊdʒoʊʔ àʊn sʰán/) est un militaire, homme politique et dirigeant nationaliste birman, né le 13 février 1915 à Nat Mauk (région de Magway, Raj britannique) et mort le 19 juillet 1947 à Rangoun (Birmanie britannique).
Nommé Premier ministre de la Birmanie britannique en 1946, il négocie l'indépendance mais est assassiné l'année suivante avec six de ses ministres.
Il est le père d'Aung San Suu Kyi, prix Nobel de la paix en 1991.

## Biographie
Aung San étudie durant sa jeunesse l'histoire, la science politique et la littérature anglaise à l'université de Rangoun. Il y fut élu secrétaire de l'Union des étudiants (RUSU), dont U Nu était le président.
À partir de 1938, il commence à lutter dans l'organisation nationaliste Dobama Asiayone contre l'occupation britannique. En août 1939, il est un des fondateurs du Parti communiste de Birmanie (CPB), dont il devient le premier secrétaire général.
Il assiste en mars 1940 au Congrès national de l'Inde, mais à son retour, est accusé d'inciter à la révolte et forcé de s'exiler en Chine. Il tente d'y obtenir l'appui du Parti communiste chinois, mais il est intercepté par l'occupant japonais et transféré au Japon, où il rencontre le gouvernement japonais. Avec l'appui japonais, Aung San constitue l'unité des Trente Camarades, embryon de l'Armée pour l'indépendance birmane créée en décembre 1941 en Thaïlande. À la prise de Rangoun par les Japonais (mars 1942), Aung San est promu au rang de colonel puis de général.
Le 1er août 1943, l'indépendance de la Birmanie est proclamée par le Japon : Aung San devient le ministre de la Guerre de l'État de Birmanie. Cependant, cette indépendance reste toute théorique car en pratique le nouvel État est intégré à la sphère de coprospérité de la Grande Asie orientale. Au fur et à mesure que croît l'impopularité des occupants (dont la victoire devient moins certaine), Aung San se rapproche secrètement des Alliés et des mouvements communistes, fondant avec ces derniers l'Organisation anti-fasciste (en) de Birmanie. Le fait qui provoque la rupture avec les Japonais est leur demande que le gouvernement collaborationniste birman livre des jeunes femmes à l'occupant pour alimenter leurs bordels militaires. Finalement, il se range aux côtés des Alliés et, le 27 mars 1945, emmène ses troupes dans une révolte anti-japonaise, contribuant à chasser le Japon de Birmanie.
Après la guerre, en janvier 1946, Aung San devient Premier ministre, tout en restant soumis au droit de véto des Britanniques. Il est aussi président de la Ligue anti-fasciste pour la liberté du peuple.
Il négocie en 1947 l'indépendance de la Birmanie avec les Britanniques (qui avaient réoccupé le pays), pour 1948. La Ligue antifasciste pour la liberté des peuples remporte les premières élections de l'indépendance (avril 1947), mais Aung San est assassiné le 19 juillet 1947 avec six de ses ministres à l'instigation de l'ancien Premier ministre U Saw. Le 19 juillet est aujourd'hui le jour des martyrs (en) en Birmanie.

## Vie privée
Deux ans avant sa mort, Aung San devient le père d'une fille, Aung San Suu Kyi, célèbre opposante politique de la junte militaire birmane : elle a reçu le prix Nobel de la paix en 1991.